# Lahnsteiner Brauerei
Die Lahnsteiner Brauerei GmbH & Co. KG ist eine Bierbrauerei in Lahnstein.

## Geschichte
Die Anfänge des Bierbrauens lassen sich sowohl in Lahnstein wie auch in der Familie Fohr bis ins 17. Jahrhundert zurückverfolgen. Die heutige Lahnsteiner Brauerei entstand 1624 in den Stadtmauern von Oberlahnstein.
Anfang 1. Januar 2007 erhält die St. Martin Brauerei ihren heutigen Namen Lahnsteiner Brauerei.
Geschäftsführer Markus Fohr wurde 2018 Deutscher Meister der Biersommeliers.

## Produkte (Auswahl)
- Klassische Biere (15 Sorten, darunter Martinator)
- Craftbiere (auch als Collaborationbrew)
- Delikatessen, zum Beispiel:
  - Bierbrand
  - Bierlikör, Hopfenlikör
  - Ceridwen - Bierwhisky
  - Bierstengel – eine Rohwurst
  - Hopfen-Tee

## Sonstiges
Die Brauerei ist Mitglied im Brauring, einer Kooperationsgesellschaft privater Brauereien aus Deutschland, Österreich und der Schweiz.